# Giulio I Kán
Giulio (I) Kán (in ungherese Kán nembeli (I.) Gyula; ... – dopo il 1237) fu un influente nobile ungherese e feudatario che ricoprì diverse cariche secolari durante il regno dei re Emerico, Ladislao III e Andrea II. Fu il progenitore della famiglia dei Kán, originaria del comitato di Baranya.

## Biografia

### Origini e discendenza
Giulio I (spesso chiamato "il Vecchio" o "il Grande" nei documenti coevi per distinguerlo dal figlio omonimo) fu il primo membro noto della famiglia dei Kán, originaria del comitato di Baranya, ma in seguito acquisì ampi domini anche in Transilvania. Gli ultimi membri della discendenza venivano solitamente definiti «Progenie Magni Jule Bani» ("progenie del bano Giulio il Grande"). Sposò una certa Elena dal nome ignoto, morta prima del 1250. La coppia ebbe due figli chiamati Ladislao I, il quale agì in veste di palatino (1242-1244/5), e Giulio II, maestro dei coppieri (1222-1228). Un suo pronipote fu Ladislao III Kán, un potente oligarca che governò la provincia della Transilvania de facto in maniera indipendente rispetto alla corona per decenni.

### Vicende politiche
Il suo nome fu menzionato per la prima volta in documenti storici in veste di voivoda di Transilvania nel 1201. Oltre al voivodato, agì pure in veste di ispán (comes) del comitato di Fehér. Ricoprì la carica di giudice reale tra il 1202 e il 1204, oltre a essere ispán di Csanád (1202-1203) e di Nitra (1204).
Dopo la morte di Ladislao III, divenne un fervente ammiratore di Andrea II e servì come ispán del comitato di Sopron nel 1205. Successivamente fu nominato a capo del comitato di Bodrog nel 1206, carica che mantenne fino al 1212. Tra il 1212 e il 1213, divenne nuovamente giudice reale, oltre a ciò ricevette il feudo del comitato di Bács come ispán. Nel 1213, fu nominato bano della Slavonia e ispán del comitato di Vas. Un anno dopo, divenne voivoda della Transilvania per una seconda occasione, affermandosi anche come ispán del comitato di Szolnok.
Giulio I Kán fu nominato palatino d'Ungheria, la seconda carica secolare più prestigiosa dopo quella del re, nel 1215 e la preservò fino al 1217. Secondo un documento dalla dubbia autenticità, ricoprì la carica di palatino pure nel 1218. Operò inoltre come ispán del comitato di Sopron nel 1215. Giulio fu il primo detentore di una carica che ricorse alla versione abbreviata «palatinus» anziché quella di «comes palatinus». La più antica carta palatina sopravvissuta nella sua interezza fu emessa da Giulio nel 1216, quando incaricò il capitolo della cattedrale di Gran Varadino, una stazione di autenticazione nella moderna Romania, di attestare per iscritto una delle sue precedenti sentenze in un caso di contenzioso. Durante la quinta crociata di Andrea II (1217-1218), Giulio e il governatore reale Giovanni di Strigonio non riuscirono a impedire l'emergere di condizioni anarchiche, di conseguenza perse la sua influenza politica per un breve periodo di tempo.
Riacquistò la sua precedente influenza, quando fu nominato bano della Slavonia e ispán del comitato di Somogy nel 1219. In qualità di bano, Giulio svolse un ruolo importante nell'elezione del chierico ungherese Göncöl (Guncel) come arcivescovo di Spalato, scrivendo una lettera al ceto medio della città di Spalato esortandolo a sostenere il suo «parente», appunto Göncöl, come loro arcivescovo. Servì come ispán dei comitati di Szolnok e Bodrog dal 1220 al 1221. Nel 1221, divenne membro della corte della regina, come maestro del tesoro e giudice reale per la regina Iolanda di Courtenay. Un anno dopo fu nominato palatino per la seconda volta (1222-1226) e ispán del comitato di Bodrog (1222-1224), oltre che ispán del comitato di Sopron tra il 1224 e il 1226. Quest'ultima posizione fu ricoperta anche da Giulio dal 1228 al 1230. In quanto palatino, i peceneghi di Árpás finirono sotto la sua autorità secondo un documento del 1224, quando definì e regolò i loro diritti e privilegi. Per la terza volta, agì in veste di bano della Slavonia tra il 1229 e il 1235. Nel frattempo, ricoprì la carica di giudice reale per la regina, in secondo luogo, nel 1232.
Dopo la morte di Andrea II nel settembre 1235, Giulio era caduto in disgrazia ed era stato imprigionato dal nuovo sovrano, Béla IV d'Ungheria, che confiscò tutti i suoi beni. Morto in prigionia nel 1237, papa Gregorio IX fu informato del suo decesso già il 22 gennaio 1238, quando gli fu ordinato che la somma di denaro lasciata dal «defunto» bano Giulio a favore della Chiesa bosniaca e depositata presso i domenicani di Pécs venisse consegnata al vescovo bosniaco di recente nominato, Ponsa. Giulio I fondò l'insediamento di Nekcseszentmárton (oggi Martin, in Croazia) e ne consegnò il possesso ai Cavalieri Templari.

## Identificazione
Gli episodi relativi alla sua vita sopra descritti sono stati in alcuni casi oggetto di dubbio storiografico. Qualche studioso non ha infatti escluso che  Giulio fosse un sostenitore segreto del principe Andrea, come molti altri aristocratici, nell'ambito della guerra in Ungheria.
Non è credibile che Giulio ricoprì immediatamente delle posizioni estremamente prestigiose senza passare per incarichi dal peso specifico minore. Lo storico Mór Wertner ha identificato ogni Giulio legato ai Kán durante i primi decenni del XIII secolo con una sola persona, salvo sparute eccezioni. Al contrario, János Karácsonyi ha fornito una panoramica della biografia di Giulio I Kán a partire dall'anno 1219, quando era già facilmente distinguibile da Giulio I Rátót, giudice reale (1219-1221; 1235-1239) e voivoda della Transilvania (1229-1231).